# Arnold Norbert Burgmann
Arnold Norbert Burgmann SVD (* 10. Juli 1909 in Dinslaken; † 17. Juli 1987 in Bonn-Beuel) war ein deutscher Priester, Missionar und Ethnologe.

## Leben
Der Sohn von August Burgmann und Emma Burgmann, geb. Weißgerber, trat 1921 in das Missionsgymnasium der Steyler Missionare in Steyl ein. Dort legte er 1929 das Abitur ab. Nach dem Noviziat und dem Philosophie- und Theologiestudium an der PTH St. Augustin wurde er 1935 zum Priester geweiht. 1936 zog er in das Missionshaus St. Gabriel und studierte an der Universität Wien Völkerkunde, Vor- und Frühgeschichte und physische Anthropologie bei Wilhelm Schmidt, Wilhelm Koppers und Oswald Menghin. 1937 wechselte er an die Universität Hamburg, wo er vier Semester allgemeine Linguistik, experimentelle Phonetik, austronesische Sprachen und Ethnologie studierte. Nach der Promotion 1939 bei Walther Aichele, August Klingenheben und Otto Dempwolff war er von 1941 bis 1946 Seelsorger in Wyler und Zyfflich. Von 1946 bis 1949 lehrte er Ethnologie und Linguistik an der PTH St. Augustin. Ab 1949 arbeitete er am Anthropos-Institut in Froideville VD mit. Er war bis 1968 Chefredakteur der Zeitschrift Anthropos. Er organisierte 1962/1963 den Umzug des Anthropos-Institutes nach Sankt Augustin. Von 1968 bis 1974 leitete er als Rektor das Missionspriesterseminar St. Augustin. Danach arbeitete er pastoral in St. Maria Königin in Sankt Augustin-Ort mit.

## Werke (Auswahl)
- Syntaktische Probleme im Polynesischen. Mit besonderer Berücksichtigung des Tonganischen. 1942, OCLC 1049809235 (zugleich Dissertation, Hamburg 1939).
  - Arthur Capell, Rez.: Syntkatische [sic] Probleme im Polynesischen. In: Oceania. 18 (1947), S. 177–178, ISSN 0029-8077.
  - Marthe Carciu, Rez.: Burgmann, Arnold. Syntaktische Probleme im Polynesischen, mit besonderer Berücksichtigung des Tonganischen. In: Journal de la Société des Américanistes. 4 (1948), S. 191, ISSN 0037-9174.
  - Wilhelm Schmidt, Rez.: Burgmann Arnold. Syntaktische Probleme im Polynesischen mit besonderer Berücksichtigung des Tonganischen. In: Anthropos 41–44 (1946–1949) S. 455–456, ISSN 0257-9774.